# 1962年仰光大學抗議事件
1962年的仰光大學抗議事件，是一系列抗議和反對更嚴格校園管理以及奈溫將軍新軍事政權的政策的示威遊行。主要活動於1962年7月7日至8日在緬甸首都仰光舉行，約有2000名學生參加。在同一天，軍政府猛烈鎮壓了仰光大學的學生示威活動，
根據非正式但可靠的消息來源，導致超過一百人死亡，超過3,000名學生被捕。然而，政府官方聲明將死亡人數定為15人。在第二天的早晨，軍政府炸毀了歷史悠久的仰光大學學聯大樓。這是自20世紀20年代以來，反殖民民族主義鬥爭的象徵。 
軍政府的反應首次披露了對所有政權反對派的新強硬立場，作為新的國家意識形態的一部分，即緬甸式社會主義，其中包括“幾乎所有緬甸的政治，社會和經濟生實行嚴格的軍事控制“。它還表明，有效抑制學生行動和大學的非政治化是新政府的首要戰略目標。自1920年緬甸第一次學生抗議活動開始以來，學生一直是緬甸反殖民民族主義鬥爭的先鋒。儘管該政權成功結束了學生抗議活動，但暴力反應仍然破壞了其在更廣泛的人口中的支持。在接下來的幾十年裡，為後來的學生抗議活動創造了一個像徵性的焦點。
在暴力鎮壓學生抗議活動之後，奈溫政府立即關閉了全國所有大學四個月，並將所有大學生送回家。1964年“大學教育法”引入廣泛的體制改革使緬甸的大學受到嚴格的政府控制，並在隨後的幾十年中嚴重阻礙了公開的學生活動。在這方面，1962年仰光大學抗議活動的結果引發了一個地下學生活動的新時代，其中開放的大規模學生參與國家政治只是偶爾爆發，最突出的是在20世紀70年代中期的學生抗議期間和1988年的8888民主運動。
在2012年，大約有14人被“地方當局羈押......以防止他們繼續進行7月7日事件中紀念50週年的活動”。